# 2002 год в литературе

## События
- Нобелевский комитет в Осло создал жюри, в которое вошли 100 известных писателей из 54 стран мира. Лучшим произведением мировой литературы они объявили произведение Сервантеса — «Дон Кихот».
- Правительством Швеции учреждена Премия памяти Астрид Линдгрен за достижения в детской литературе.

## Премии

### Международные
- Дублинская литературная премия — Мишель Уэльбек, книга «Элементарные частицы».
- Нейштадтская литературная премия — Альваро Мутис[1].
- Нобелевская премия по литературе — Имре Кертес, «За сочинение, которое защищает хрупкий опыт личности от варварского произвола истории»[2].
- Премия Агаты — Донна Эндрюс[англ.], роман «You’ve Got Murder».
- Премия Франца Кафки — Иван Клима.
- Премия мира немецких книготорговцев — Чинуа Ачебе.
- АБС-премия:
  - номинация художественная проза — Марина и Сергей Дяченко, «Долина Совести».
  - номинация критика и публицистика — Андрей Лазарчук и Петр Лелик, за эссе «Голем хочет жить».
- Премия «Хьюго» за лучший роман — Нил Гейман, «Американские боги» (англ. American Gods)[3].
- Премия «Хьюго» за лучшую повесть — Вернор Виндж, «Быстрые времена в Фэрмаунт Хай» (англ. Fast Times at Fairmont High)[3].
- Премия «Хьюго» за лучшую короткую повесть — Тед Чан, «Ад — это отсутствие Бога» (англ. Hell is the Absence of God)[3].
- Премия «Хьюго» за лучший рассказ —  Майкл Суэнвик, «Пёс сказал гав-гав» (англ. The Dog said Bow-Wow)[3].

### Австрия
- Австрийская государственная премия по европейской литературе — Кристоф Хайн.
- Премия Эриха Фрида — Оскар Пастиор.

### Великобритания
- Букеровская премия — Янн Мартел, «Жизнь Пи» (англ. Life of Pi)[4].
- Премия Сомерсета Моэма:

1. Шарлотта Хобсон, «Город на Чёрной Земле» (англ. Black Earth City).
2. Марсель Теру, «Признания Майкрофта Холмса: бумажная погоня» (англ. The Confessions of Mycroft Holmes: a paper chase).

- Женская премия за художественную литературу —  Энн Пэтчетт, «Бельканто» (англ. Bel Canto)[5].

### Германия
- Премия Гёте — Марсель Райх-Раницкий.
- Премия Георга Бюхнера —  Вольфганг Хильбиг.
- Бременская литературная премия — Винфрид Георг Зебальд, «Аустерлиц» (нем. Austerlitz).

### Израиль
- Премия Израиля — номинация Раввинистическая литература — Нахум Раковер.
- Литературная премия имени Бялика:
  - номинация «Литература» — Хаим Беэр, Майя Бежерано, Йоэль Хофман, Мирьям Рут;
  - номинация «Еврейская мысль» — Дов Ной, Исраэль Та-Шма, Исраэль Яков Юваль.
- Иерусалимская премия — Альфред Фараг.

### Испания
- Премия Сервантеса — Хосе Хименес Лосано.
- Премия принцессы Астурийской — Артур Миллер[6].

### Италия
- Премия Гринцане Кавур — Орхан Памук, книга «Имя мне — Красный».

### Норвегия
- Премия Ибсена — Нильс Фредрик Даль, «Som torden».
- Премия Браги:
  - почётная премия — Юстейн Гордер.
  - номинация беллетристика — Нильс Фредрик Даль, роман «På vei til en venn».
  - номинация детская литература — Гру Дале и Свейн Нихус  (иллюстратор), «Snill».
  - номинация документальная проза — Иво де Фигейред, «Fri mann».

### Словения
- Премия Виленицы — Ана Бландиана.

### Россия
- Независимая литературная премия «Дебют»:
  - номинация «Крупная проза» — Анатолий Рясов за роман «Три ада»;
  - номинация «Малая проза» — Дина Гатина за циклы миниатюр «Жаркие страны» и «Аттракционы»;
  - номинация «Поэзия» — Павел Колпаков за цикл стихотворений;
  - номинация «Драматургия» — Сергей Калужанов за пьесу «Рано или поздно»;
  - номинация «Литература для детей» — Анна Русс за подборку стихотворений.
- Русский Букер — Олег Павлов, роман «Карагандинские девятины, или Повесть последних дней».
- Премия Ивана Петровича Белкина[7]:

1. Марина Вишневецкая, «Из книги „Опыты“»;
2. Андрей Геласимов, «Жажда»;
3. Юрий Горюхин, «Встречное движение»;
4. Илья Кочергин, «Помощник китайца»;
5. Асар Эппель, «Кастрировать Кастрюльца».

- Премия Александра Солженицына:

1. Александр Панарин — «за книги "Реванш истории" (1998) и "Искушение глобализмом" (2000) — с их глубоким осмыслением нового мирового порядка, места в нём России и её ценностного самостояния»;
2. Леонид Бородин — «за творчество, в котором испытания российской жизни переданы с редкой нравственной чистотой и чувством трагизма; за последовательное мужество в поисках правды»[8].

- Национальный бестселлер — Александр Проханов, «Господин Гексоген».
- Премия Андрея Белого:
  - номинация «Поэзия» — Михаил Гронас;
  - номинация «Проза» — Эдуард Лимонов;
  - номинация «Гуманитарные исследования» — Вардан Айрапетян, Лена Силард;
  - номинация «За заслуги перед литературой» — Дмитрий Кузьмин.
- Литературная премия «Чаша круговая» —  Герман Дробиз и Владислав Крапивин[9].

### США
- Пулитцеровская премия за художественную книгу — Ричард Руссо, «Эмпайр Фоллз» (англ. Empire Falls)[10].
- Пулитцеровская премия за лучшую драму — Сюзан-Лори Паркс, «Topdog/Underdog» (англ.  Topdog/Underdog)[11].
- Пулитцеровская премия за поэзию — Карл Деннис, «Практичные боги» (англ. Practical Gods)[12].
- Всемирная премия фэнтези за лучший роман — Урсула Ле Гуин, роман «На иных ветрах» из цикла «Земноморье» (англ. Earthsea).
- Всемирная премия фэнтези за лучшую повесть — Зоран Живкович, «The Library».
- Всемирная премия фэнтези за лучший рассказ — Джеффри Форд, «Сотворение человека».
- Премия Эдгара Аллана По:
  - номинация Лучший роман — Джефферсон Паркер, «Молчаливый Джо» (англ. Silent Joe)[13].
  - номинация Лучший первый роман американского писателя — Дэвид Эллис, «Линия видения» (англ. Line of Vision)[14].

### Швеция
- Литературная премия Шведской академии — Торбен Брострём[швед.][15].

### Франция
- Гонкуровская премия — Паскаль Киньяр, «Блуждающие тени» (фр. Les Ombres errantes)[16].
- Премия Фемина — Шанталь Тома, «Прощание с королевой» (фр. Adieux à la reine);
  - премия зарубежному автору —  Эрри Де Лука, роман «Монтедидио»;
  - премия за эссе — Мишель Барри, «Масуд» (фр. Massoud).
- Премия Ренодо — Жерар де Кортанз, «Assam»;
  - номинация за эссе — Клод-Мишель Клюни, «Le Silence de Delphes».
- Премия Медичи — Анн Ф. Гаррета, «Не однажды» (фр. Pas un jour);
  - за лучшее зарубежное произведение —  Филип Рот, «Людское клеймо» (англ.  The Human Stain);
  - за эссеистику — Даниель Демарке, «Кафка и молодые девушки» (фр. Kafka et les jeunes filles).

### Япония
- Литературная премия имени Номы — Юити Такаи — «Волна времени» (時の潮).
- Премия имени Рюноскэ Акутагавы:
  - 2002а: Сюити Ёсида — «Жизнь в парке» (パーク・ライフ);
  - 2002б: Дайдо Тамаки — «Дорога, пахнущая солью» (しょっぱいドライブ).
- Премия имени Дзюна Таками — Сироясу Судзуки и Хинако Абэ.

## Книги
- «Всё предельно» (англ. Everything's Eventual) — сборник рассказов Стивена Кинга.
- «Во вратах твоих» — повести и рассказы Дины Рубиной.
- «Воскресная месса в Толедо» — повести и рассказы Дины Рубиной.
- «Глаза героя крупным планом» — повести и рассказы Дины Рубиной.
- «Девочки» — сборник рассказов Людмилы Улицкой.

### Романы
- «Атака по правилам» — роман Вадима Панова.
- «Белое на чёрном» — роман Рубена Давида Гонсалеса Гальего.
- «Все оттенки чёрного» — роман Вадима Панова.
- «И в аду есть герои» — роман Вадима Панова.
- «Кафка на пляже» (яп. 海辺のカフカ) — роман японского писателя Харуки Мураками.
- «Королева Юга» (исп. La Reina del Sur) — роман писателя Артуро Переса-Реверте.
- «Крадущийся в тени» —  роман Алексея Пехова.
- «Милые кости» (англ.  The Lovely Bones) — роман Элис Сиболд.
- «Невезуха» (пол. Pech) — роман Иоанны Хмелевской.
- «Последний воздушный пират» —  авторов Пола Стюарта и Криса Риддела.
- «Почти как бьюик» (англ. From a Buick 8) — роман Стивена Кинга.
- «Птица и ничего» (исп. Ave y nada) — роман Эрнесто Сантаны.
- «Снег» (тур. Kar) — роман Орхана Памука.
- «Сон Сципиона» (англ. The Dream of Scipio) —  роман Йена Пирса.
- «Средний пол» (англ. Middlesex) — роман Джеффри Евгенидисом.
- «Траектория краба» (нем. Im Krebsgang) — роман Гюнтера Грасса.
- «Фантом памяти» — роман Александры Марининой.
- «Убийственное меню» (пол. (Nie)boszczyk mąż) — роман Иоанны Хмелевской.

### Пьесы
- «Берег Утопии» (англ. The Coast of Utopia) — пьеса Тома Стоппарда.

## Умерли
См. также: Категория:Умершие в 2002 году
- 6 января –  Андреас Франгиас, греческий писатель ( род.1921).
- 28 января — Астрид Линдгрен, шведская писательница (род. 14 ноября 1907 года).
- 17 марта — Луизе Ринзер, немецкая писательница  (род. в 1911).
- 15 апреля — Деймон Найт, американский писатель-фантаст, критик (род. 19 сентября 1922).
- 30 мая — Джон Брендан Кин, ирландский драматург, прозаик, эссеист  (род. в 1928).
- 30 июня — Сальваторе Рута (итал. Salvatore Ruta), итальянский религиозный писатель (род. 24 февраля 1923).
- 13 сентября — Александр Казанцев, советский российский писатель-фантаст (род. 2 сентября 1906).
- 16 ноября — Коле Якова, албанский драматург, поэт, прозаик, сценарист, театральный деятель. Один из основателей современной албанской драмы (род. в 1916).